# 大江山花伝 -燃えつきてこそ-
『大江山花伝』 -燃えつきてこそ-（おおえやまかでん もえつきてこそ）は宝塚歌劇団のミュージカル作品。
1986年雪組と2009年宙組の形式名は「王朝千一夜、1988年雪組は「王朝ロマン」。
原作は木原敏江の同名漫画作品。脚本は柴田侑宏。演出は1986年と1988年雪組が柴田侑宏、2009年宙組が中村暁。

## 概要
※『宝塚歌劇100年史（舞台編）』の宝塚大劇場公演を参考にした。
茨木と幼馴染の恋人・藤子姫との恋、敵方であるはずの渡辺綱との友情を描き出した作品。

## あらすじ
※『宝塚歌劇100年史（舞台編）』の宝塚大劇場公演を参考にした。
平安時代中期。京の都を荒らし回る鬼を退治するため、渡辺綱は大江山へ向かうが、なぜか綱の館の下働きの藤の葉=藤子が同行を願い出る。大江山には幼い頃、愛を誓い合い、その後離れ離れとなった幼馴染の茨木がいたのだ。

## 公演データ
1986年・雪組
- 2月14日 - 3月26日（新人公演：3月14日）　宝塚大劇場
- 6月4日 - 6月30日（新人公演：6月10日）　東京宝塚劇場

16場。
併演作品は『スカイ・ハイ・スカイ』。
1988年・雪組
- 9月3日 - 9月25日（地方公演）
  - 9月3日　一宮
  - 9月4日　瀬戸
  - 9月6日　町田
  - 9月7日　坂戸
  - 9月9日　美濃加茂
  - 9月10日　豊田
  - 9月11日　伊勢
  - 9月13日　新城
  - 9月15日　山梨
  - 9月16日　調布
  - 9月17日　大宮
  - 9月18日　伊勢崎
  - 9月20日　立川
  - 9月22日　銚子
  - 9月23日　東金
  - 9月24日　習志野
  - 9月25日　茨城県神栖町

併演作品は『ザ・レビュースコープ』。
2009年・宙組
- 8月3日(月) - 8月25日(火)　博多座

併演作品は『Apasionado（アパショナード）!! II』。

## 出演者一覧（2009年・宙組）
※宝塚歌劇公式ページの出演者を参照
寿つかさ・鈴奈沙也・大空祐飛・天羽珠紀・珠洲春希
北翔海莉・十輝いりす・大海亜呼・花影アリス・鳳翔大
花露すみか・綾音らいら・蓮水ゆうや・妃宮さくら・舞姫あゆみ
愛花ちさき・雅桜歌・鳳樹いち・花音舞・琴羽桜子
千鈴まゆ・風羽玲亜・野々すみ花・花里まな・天玲美音
綾瀬あきな・舞花くるみ・澄輝さやと・百千糸・松風輝
月映樹茉・蒼羽りく・星吹彩翔・瀬音リサ・結乃かなり
美月悠・風馬翔・愛咲まりあ・咲花莉帆
専科所属
萬あきら

## スタッフ（1986年・雪組）
- 作曲・編曲：寺田瀧雄、吉崎憲二
- 音楽指揮：橋本和明（宝塚）、伊沢一郎（東京）
- 振付・擬闘：花若春秋
- 装置：大橋泰弘
- 衣装：任田幾英、中川菊枝
- 照明：今井直次
- 小道具：榎本満春
- 効果：扇野信夫
- 音響監督：松永浩志
- 演出助手：正塚晴彦、石田昌也
- 舞台進行：西原徳充
- 製作担当：横山美二（東京）
- 制作：山田謙治

## 主な配役

### 1986年・雪組（宝塚・東京）
本公演
- 茨木童子 - 平みち
- 渡辺綱 - 杜けあき
- 藤子、藤の葉 - 神奈美帆
- 酒呑童子 - 北斗ひかる
- 胡蝶 - 鳩笛真希
- 千年杉 - 沙羅けい
- 羽黒 - 千城恵
- 天竜 - 真咲佳子
- 佐渡 - 青樹りょう（宝塚）、真笛ひびき（東京）
- 仏 - 箙かおる
- 源頼光 - 克沙千世
- 卜部季武 - 飛鳥裕
- 礁井貞光 - 加茂千条
- 坂田公時 - 一路真輝
- 花園衛門 - 北いずみ
- 伊勢式部 - 銀あけみ
- 五臓 - ?（宝塚）、古代みず希（東京）
- 六歩 - ?（宝塚）、名月かなで（東京）
- 八飛 - ?（宝塚）、美樹さやか（東京）
- 橘少納言 - ?（宝塚）、花鳥いつき（東京）

新人公演
- 茨木童子 - 一路真輝
- 渡辺綱 - 慶一花
- 藤子、藤の葉 - 紫とも
- 酒呑童子 - 古代みず希
- 胡蝶 - 明都ゆたか
- 源頼光 - 名月かなで
- 卜部季武 - 一希真帆（宝塚）、鮎ゆうき（東京）
- 礁井貞光 - 風見玲央
- 坂田公時 - 高嶺ふぶき

### 1988年・雪組（地方公演）
- 茨木童子 - 平みち
- 藤子、藤の葉 - 神奈美帆
- 渡辺綱 - 一路真輝
- 胡蝶 - 仁科有理

### 2009年・宙組（博多座）
- 茨木童子 - 大空祐飛
- 藤子、藤の葉 - 野々すみ花

- 千年杉 - 萬あきら
- 源頼光 - 寿つかさ
- 伊勢式部 - 鈴奈沙也
- 羽黒 - 天羽珠紀
- 天竜 - 珠洲春希
- 渡辺綱 - 北翔海莉
- 酒呑童子 - 十輝いりす
- 橘少納言 - 大海亜呼
- 胡蝶 - 花影アリス
- 坂田公時、六郎太 - 鳳翔大
- 四面 - 花露すみか
- 薊 - 綾音らいら
- 仏 - 蓮水ゆうや
- 鬼灯 - 妃宮さくら
- 蛍火 - 舞姫あゆみ
- 花園衛門、萱野 - 愛花ちさき
- 藤原保昌、三田 - 雅桜歌
- 卜部季武 - 鳳樹いち
- 桂尚侍 - 花音舞
- 五月雨 - 琴羽桜子
- 堀河の姫 - 千鈴まゆ
- 五蔵 - 風羽玲亜
- 紅少将 - 花里まな
- 佐渡 - 天玲美音
- 少年時代の茨木童子 - 綾瀬あきな
- りんどう - 舞花くるみ
- 碓井貞光 - 澄輝さやと
- 少女時代の藤子 - 百千糸
- 七曲 - 松風輝
- 六歩 - 月映樹茉
- 春風 - 蒼羽りく
- 秋風 - 星吹彩翔
- われもこう - 瀬音リサ
- こぞ丸 - 結乃かなり
- 兼吉、八飛 - 美月悠
- 広次、九呂 - 風馬翔
- ひなげし - 愛咲まりあ
- 侍女 - 咲花莉帆